# Kunihiro Iwasaki
Kunihiro Iwasaki (jap. 岩崎 邦宏 Iwasaki Kunihiro; ur. 5 października 1944 w prefekturze Ōita) – japoński pływak. Brązowy medalista olimpijski z Tokio.
Specjalizował się w stylu dowolnym. Medal zdobył w wyścigu sztafetowym 4 × 200 metrów stylem dowolnym, Japończycy zajęli trzecie miejsce. Na igrzyskach azjatyckich zdobył siedem złotych medali i jeden srebrny w różnych konkurencjach. Brał udział w igrzyskach olimpijskich w 1968.